# Diari d'Andorra
El Diari d'Andorra (en español: Diario de Andorra) es un periódico fundado en Andorra la Vieja (Andorra) en mayo de 1991 como medio de información nacional. Tiene una tirada de 19.000 ejemplares y cuenta con 1900 subscriptores, lo que le ha convertido en líder de la prensa periódica andorrana. Edita la revista semanal gratuita 7días, con una tirada de 30.000 ejemplares distribuidos en domicilios particulares, establecimientos comerciales, hoteles y restaurantes de Andorra y el Alto Urgel, y también posee la emisora Andorra 7 Radio. La empresa editora del diario es Prensa Andorrana, y su presidente es Marc Vila i Amigó. Forma parte de la Coordinadora de Mitjans